# Nissan NV200
Nissan NV200 — фургон японської компанії Nissan, що виготовляється з 2009 року.

## Опис

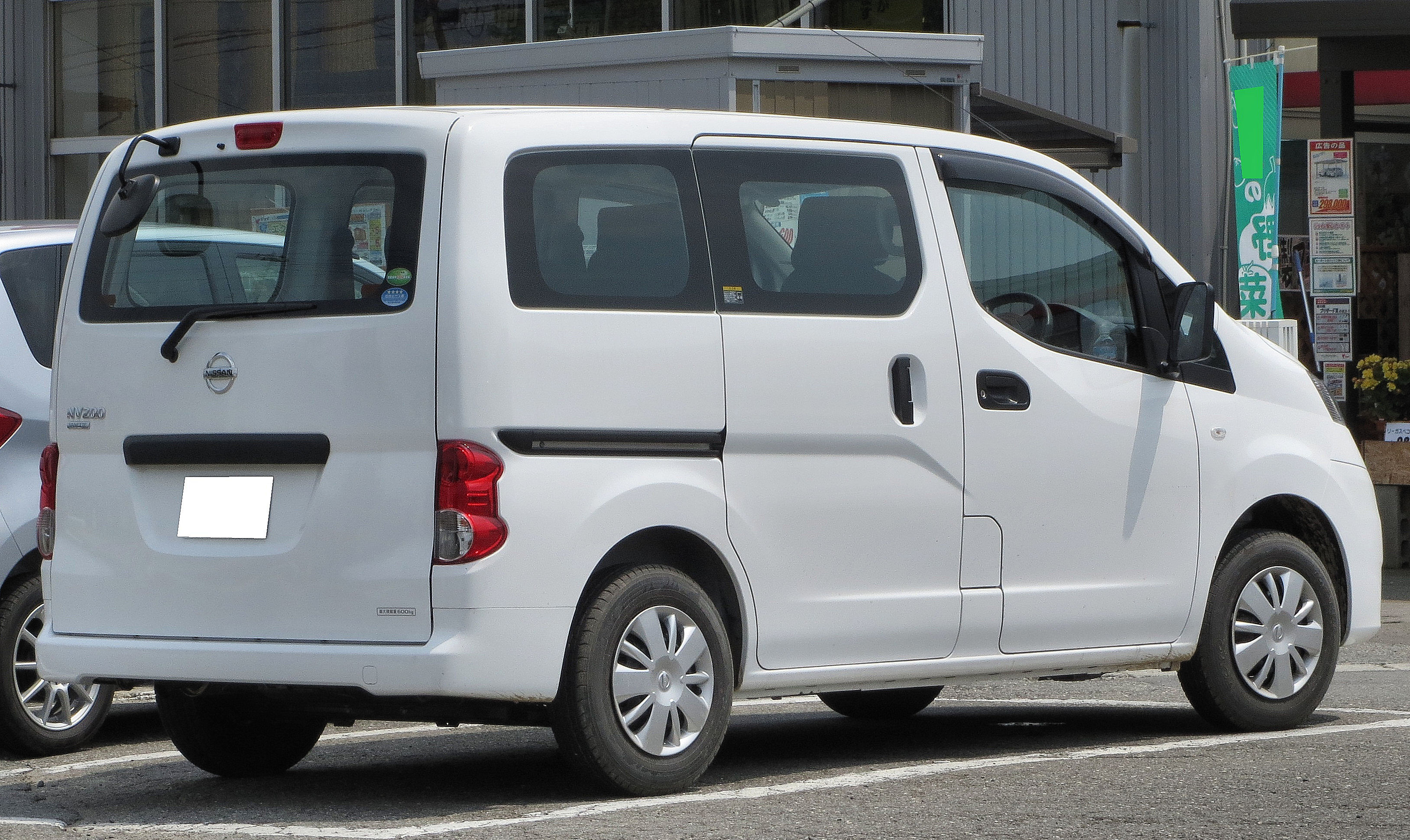
Nissan NV200 комбі (з 2009)

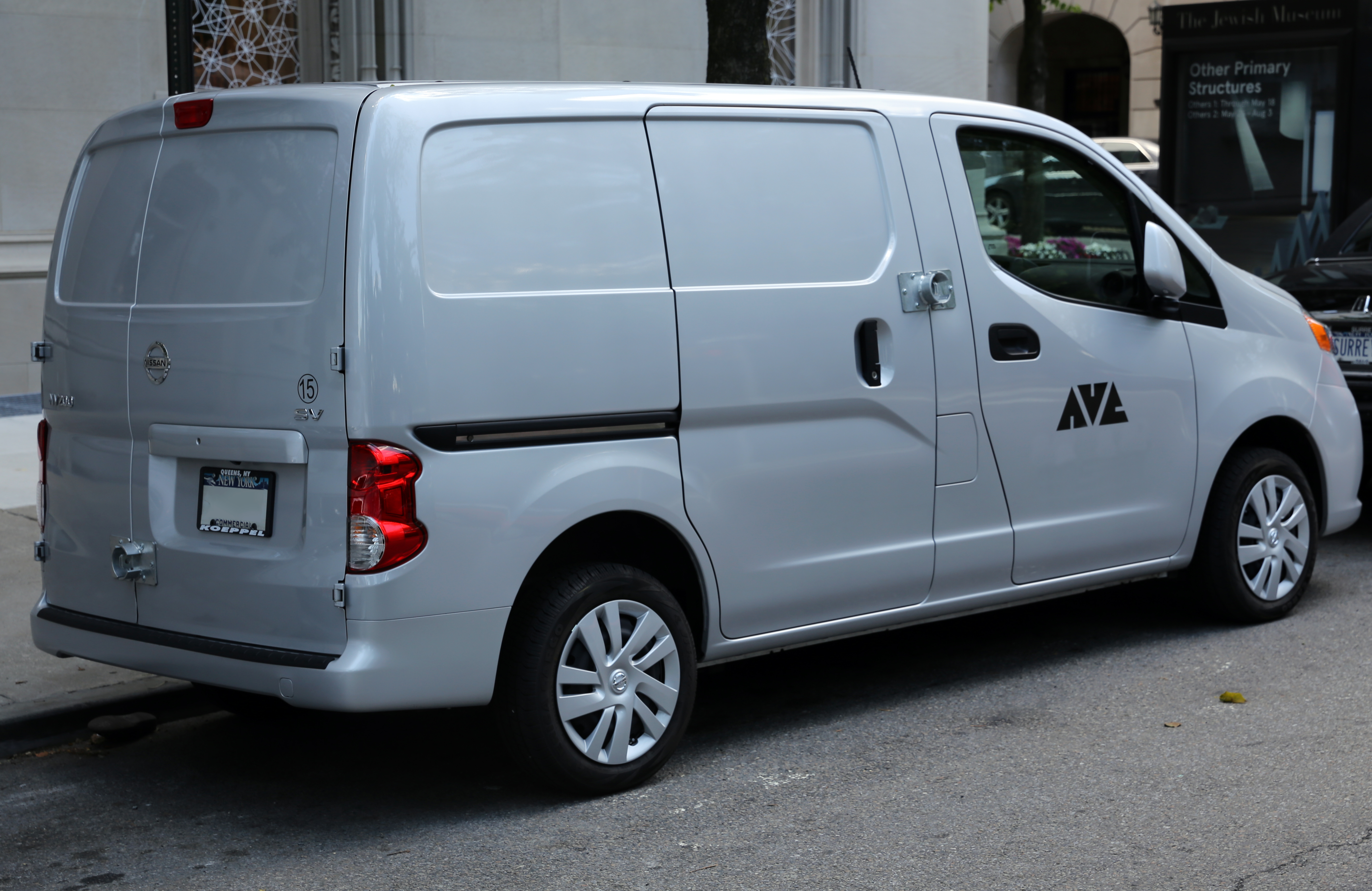
Nissan NV200 фургон (з 2009)

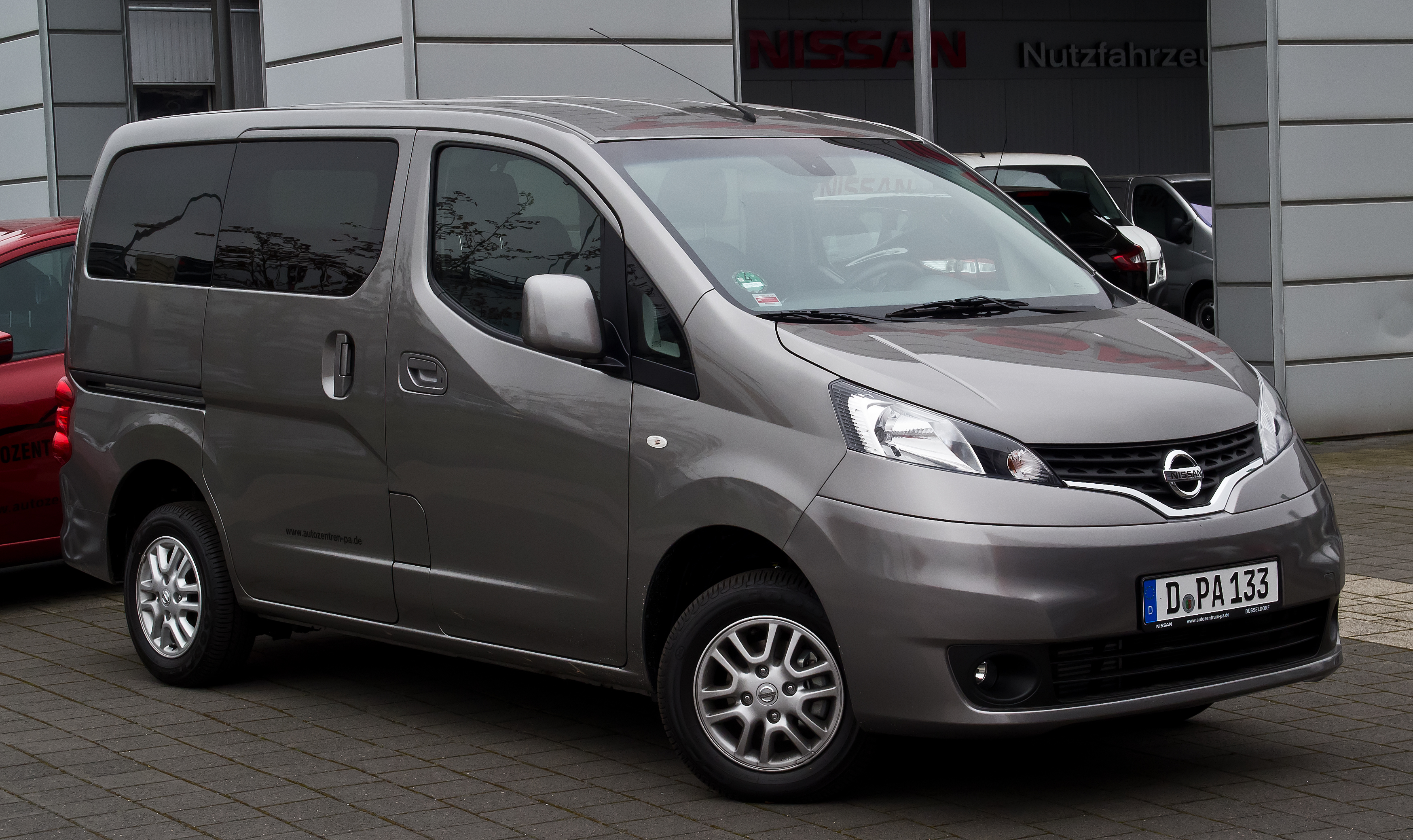
Nissan Evalia мінівен (з 2011)

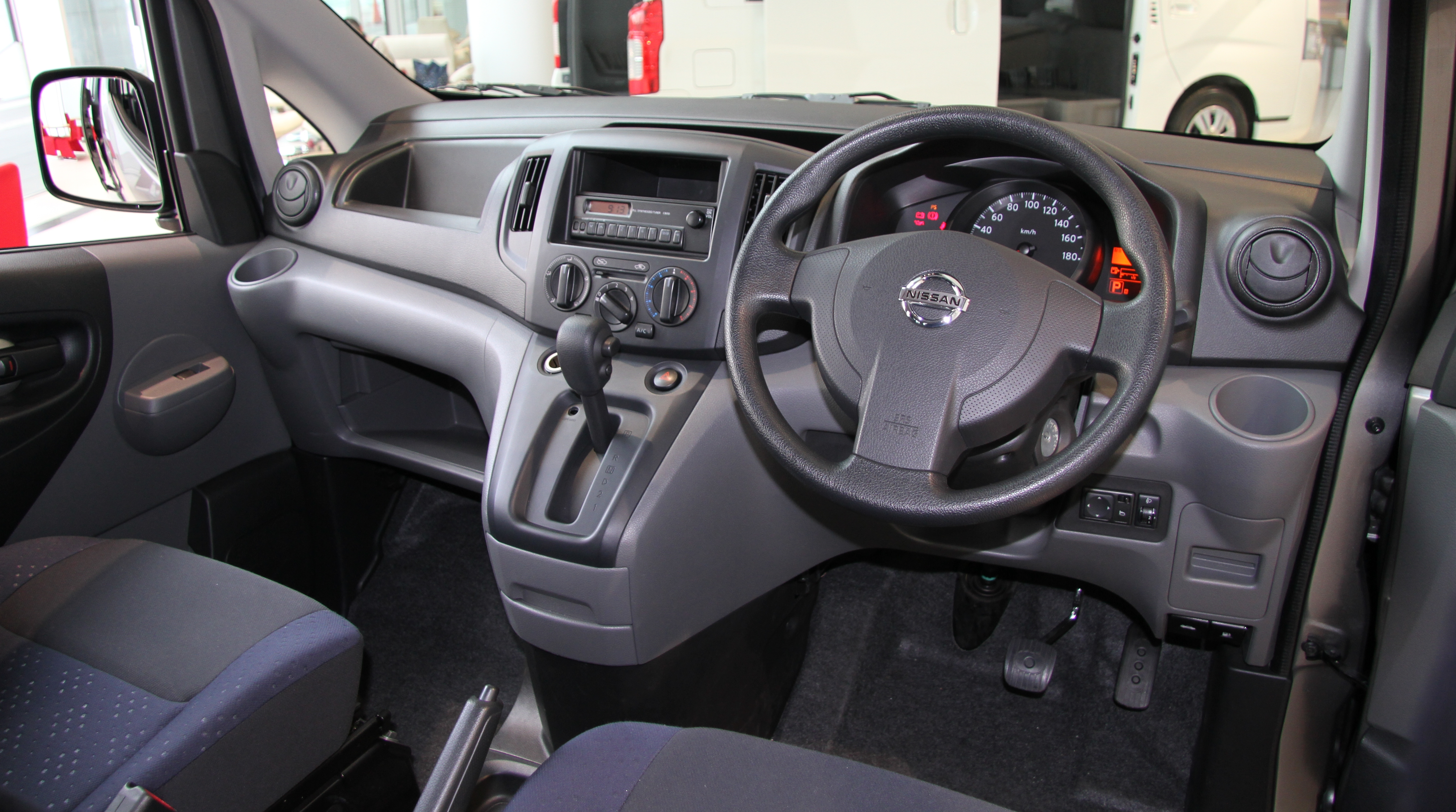

Автомобіль досупний у двох варіантах кузова: фургон і комбі, які можуть бути оснащені чотирма або п'ятьма дверима. Комбі може бути замовлений з п'ятьма або сімома сидіннями. NV200 отримав титул Міжнародний фургон 2010 року. Нагороду він отримав головним чином через його низьку ціну і кузов великого об'єму. Для Європи NV200, разом з подібним компактвеном Nissan Evalia, виготовляється в Барселоні (Іспанія) на Nissan Motor Iberica. Модель NV200 Vanette виготовляється на заводі Nissan Shatai. В Азії NV200 також відомий як Mitsubishi Delica D:3.
NV200 представлений в 4 версіях - 2-місна вантажна, 5-місна вантажопасажирська, 7-місна пасажирська і 7-місна пасажирська з додатковою обробкою і оснащенням - EVALIA. При складанні всіх рядів сидінь (задні сидіння складаються з боків, середні відкидаються вперед) автомобіль має простір 2040 мм в довжину. Вантажна версія має двостулкові задні двері, пасажирська - суцільні двері. що піднімаються вверх, а вантажопасажирська версія може мати обидва типи дверей.
У базовій версії є аудіосистема з CD-чейнджером, центральний замок, Bluetooth, система обігріву та вентиляції, і, як і в багатьох інших подібних автомобілях, в NV200 багато різних відсіків і шухлядок. В якості додаткового обладнання пропонуються камера заднього виду, електричні склопідйомники, поліпшена аудіосистема і т.д. З систем безпеки автомобіль має ABS і EBD, систему допомоги при екстреному гальмуванні, фронтальні подушки безпеки, за доплату надаються ESP і бічні подушки безпеки. Капот автомобіля виготовлений зі спеціального матеріалу, максимально поглинає енергію удару для безпеки пішоходів.

### Nissan e-NV200

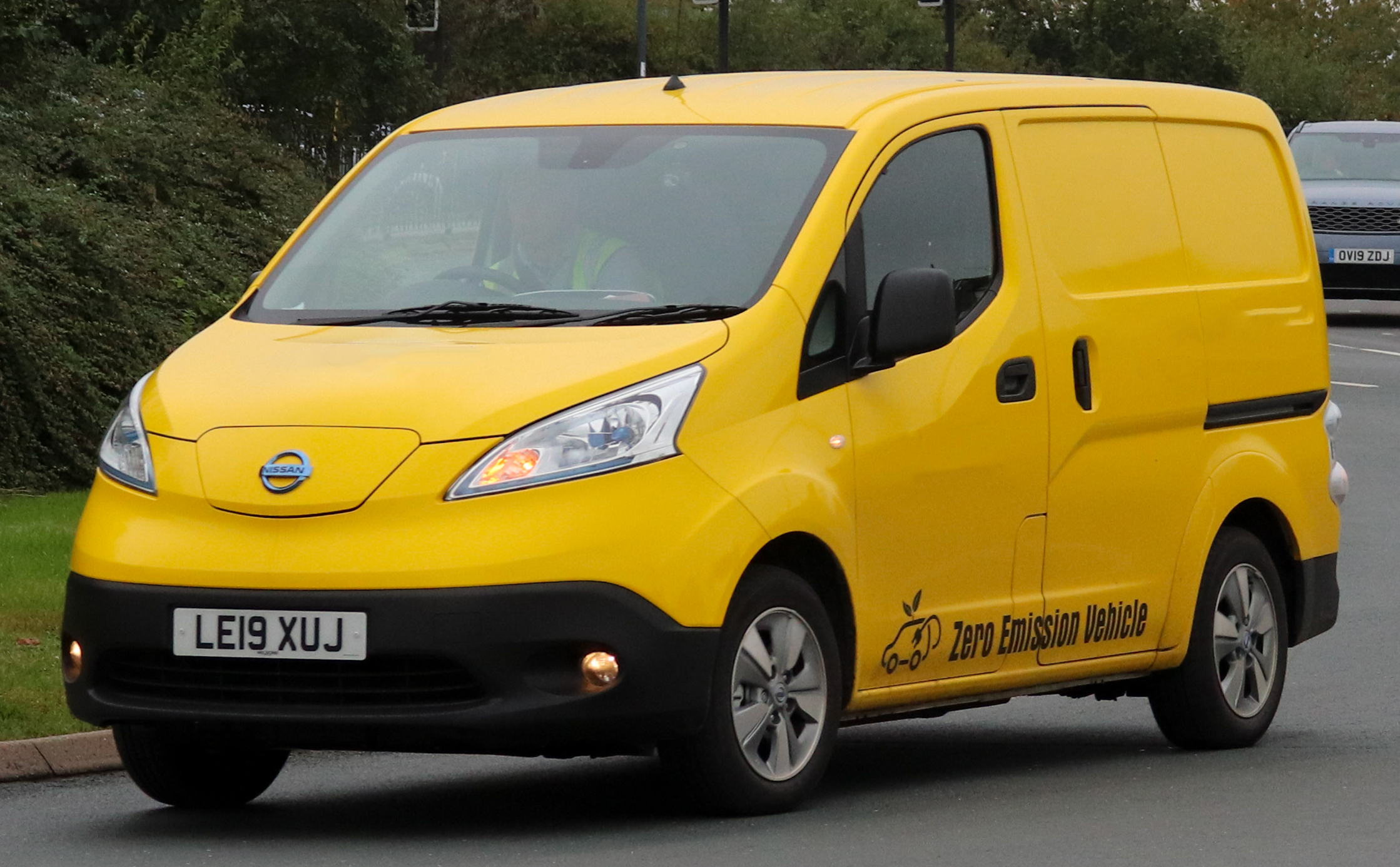
Nissan e-NV200

Випущений у 2014 році, e-NV200 мав той же синхронний тяговий двигун змінного струму EM57 AC потужністю 110 к.с. 254 Н⋅м, що й Leaf другого покоління; тяговий двигун був інтегрований як одиниця з модулем керування батареєю та інвертором. Незважаючи на те, що літій-іонна батарея мала таку ж кількість модулів (48) і ємність (24 кВт-год), що й Nissan Leaf, її було переупаковано фізично, щоб поміститися під підлогу багажника та в колісну базу, де вона є частиною конструкції. рама, підвищуючи жорсткість у порівнянні з NV200 зі звичайним приводом. Акумуляторна батарея ємністю 24 кВт/год, встановлена на e-NV до 2017 модельного року, здатна забезпечити запас ходу 170 км на електриці за новим європейським циклом руху (NEDC). Елементи виготовляються у Великобританії (у Сандерленді) і доставляються до Барселони, де вони збираються. Стандартний бортовий зарядний пристрій має максимальну вхідну потужність 3,3 кВт (змінний струм), подвоюючи до 6,6 кВт з додатковим зарядним пристроєм, який також додає порт CHAdeMO, який приймає до 50 кВт (постійний струм). Максимальна швидкість становить 120 км/год, знижується до 100 км/год, коли заряд батареї низький, щоб збільшити запас ходу.
У 2018 році ємність батареї було збільшено на 67% до 40 кВт/год, відповідно розширений запас ходу на 300 км за японським (JC08) циклом водіння.
e-NV200 має вантажопідйомність 4,2 м3 і може перевозити два європіддони; обидві сторони оснащені розсувними дверима, а задня частина оснащена поворотними дверима для доступу до вантажу. Довжина внутрішнього вантажного відділення становить 2,04 м до передньої перегородки та 1,22 м завширшки між колісними арками, висота підйому 524 мм від землі та максимальна вантажопідйомність 770 кг.
Порівняно зі звичайним NV200, e-NV200 приблизно на 160 мм довший із зміненим дизайном, який включає дверцята зарядного порту в центрі передньої частини. Загальна ширина збільшується на 60 мм до 1755 мм (69,1 дюйма), оскільки колісні арки були розширені для розміщення переднього підрамника Leaf. Передня підвіска ідентична Leaf, використовує стійки McPherson, а задня підвіска взята від звичайного NV200, використовує листові ресори та балку.

### Двигуни
Бензинові
- 1.5 L HR15DE I4 110 к.с. 148 Нм
- 1.6 L HR16DE I4 110 к.с. 152 Нм
- 2.0 L MR20DE I4 133 к.с. 187 Нм

Дизельні
- 1.5 L K9K I4 86 к.с. 200 Нм
- 1.5 L K9K I4 110 к.с. 240 Нм

## Продажі
| Рік  | Європа (пасажирський) | США    | Китай  |
| ---- | --------------------- | ------ | ------ |
| 2009 | 38                    |        |        |
| 2010 | 2,265                 |        | 11,670 |
| 2011 | 4,702                 |        | 15,406 |
| 2012 | 6,366                 |        | 14,958 |
| 2013 | 5,370                 | 4,031  | 17,639 |
| 2014 | 5,434                 | 13,385 | 18,474 |
| 2015 | 6,288                 | 17,317 | 9,403  |
| 2016 | 7,122                 | 18,523 | 10,460 |
| 2017 | 6,945                 | 18,602 | 8,879  |
| 2018 | 4,858                 | 18,628 | 9,181  |
| 2019 | 3,317                 | 18,768 | 4,117  |
| 2020 | 1,792                 | 17,126 | 25     |
| 2021 | 1,226                 | 17,359 |        |